# Saint-Sérotin
Saint-Sérotin är en kommun i departementet Yonne i regionen Bourgogne-Franche-Comté i norra Frankrike. Kommunen ligger i kantonen Pont-sur-Yonne som tillhör arrondissementet Sens. År 2022 hade Saint-Sérotin 597 invånare.

## Befolkningsutveckling
Antalet invånare i kommunen Saint-Sérotin
| Referens: INSEE |